# L'ultima ruota del carro
L'ultima ruota del carro è un film del 2013 diretto da Giovanni Veronesi.
La pellicola è basata sulla vita del camionista Ernesto Fioretti, anche co-sceneggiatore.
Il film è stato scelto come pellicola d'apertura dell'ottava edizione del Festival Internazionale del Film di Roma.

## Trama
Ernesto Marchetti è un traslocatore a cui il padre aveva predetto un futuro da "ultima ruota del carro". Ernesto non sta mai con le mani in mano, alterna diversi mestieri, dal tappezziere al cuoco d'asilo, dall'autista alla comparsa cinematografica. Trova anche il tempo d'innamorarsi e mettere su famiglia. Ma per lui fare il traslocatore, muovendosi con il suo camion per tutta Italia, conoscendo le case, le vite, le situazioni altrui lungo un viaggio durato circa cinquant'anni, ha un valore speciale. Attraverso i suoi occhi, passa l'Italia che va dagli anni sessanta ad oggi, dal delitto Moro a l'ascesa di Silvio Berlusconi, passando per il governo Craxi e tangentopoli. Ernesto la osserva da dietro il vetro, contando speranze e delusioni, scandali e malaffare, burrasche e schiarite, senza mai disconoscere i suoi valori, semplici e buoni, la famiglia, gli amici, l'onestà.

## Produzione
Il personaggio interpretato da Alessandro Haber è ispirato all'artista Mario Schifano.

## Colonna sonora
La colonna sonora del film è firmata da Elisa, che ha firmato anche il brano principale Ecco che.

## Promozione
Il primo trailer del film viene pubblicato insieme al poster ufficiale il 2 ottobre 2013.

## Distribuzione
La pellicola  è stata distribuita nelle sale cinematografiche italiane dal 14 novembre 2013.

## Riconoscimenti
- 2014 - Ciak d'oro
  - Candidatura per il miglior attore non protagonista a Alessandro Haber
  - Candidatura per la migliore scenografia a Tonino Zera
  - Candidatura per il miglior sonoro in presa diretta a Remo Ugolinelli, Alessandro Palmerini e Luigi Melchionda
  - Candidatura per i migliori costumi a Gemma Mascagni
  - Candidatura per la miglior canzone originale a Elisa (Ecco che)
- 2014 - Nastro d'argento
  - Candidatura per il miglior attore protagonista a Elio Germano
  - Candidatura per il miglior attore non protagonista a Alessandro Haber
  - Candidatura per la migliore canzone originale a Giuliano Sangiorgi e Elisa (Ecco che)
- 2014 - Premio Cinearti La chioma di Berenice
  - Miglior acconciatore a Giorgio Gregorini
  - Candidatura per la miglior scenografia a Tonino Zera